# Poste de péage et de pesage d’Ahozon
Pour un article plus général, voir Péages et pesages au Bénin.
Le Poste de péage et de pesage d’Ahozon est une infrastructure routière du réseau routier national du Bénin.

## Histoire
Crée en 2008 par le gouvernement du président Boni Yayi, le poste de péage et de pesage d’Ahozon a pour rôle d'assurer une récupération partielle des coûts auprès des usagers afin d’accroître les ressources du Fonds Routier.

## Localisation
Le poste de péage et de pesage d’Ahozon est situé sur la RNIE1 à l'Ouest de Cotonou.
| Abomey-Calavi Ahozon Comè |

Situé l'axe routier Cotonou-Grand-Popo dans la commune de Ouidah, il fait partie des 10 postes de péage et de pesage dont dispose le réseau routier béninois en 2020.